# Partia Demokristiane e Shqipërisë
Die Partia Demokristiane e Shqipërisë (albanisch für „Christdemokratische Partei Albaniens“; Akronym: PDKSh), oder kurz Partia Demokristiane (Akronym: PDK) genannt, ist eine christdemokratische Partei in Albanien.
Die PDK trat 1996 zum ersten Mal bei den Wahlen an, erreichte 1,3 % der Stimmen und konnte damit nicht ins albanische Parlament einziehen. 1997 gewann sie mit 1 % der Stimmen einen Sitz, vier Jahre später verfehlte sie wieder mit 1 % den Einzug. Erst 2005 gelang es ihr wieder, mit 3,4 % der Stimmen zwei Sitze im albanischen Parlament zu gewinnen, die sie allerdings bei den Parlamentswahlen 2009 mit 0,9 % infolge einer Wahlrechtsreform, die kleinere Parteien benachteiligte (Sperrklausel), wieder verlor.
Ein außerordentlicher Parteitag in der Hauptstadt Tirana wählte am 3. Juni 2006 Nard Ndoka zum Vorsitzenden. Im März 2007 bildete die PDK mit der Partia Demokratike e Shqipërisë eine Koalition und stellte mit Ndoka den Gesundheitsminister. Im November 2007 spaltete sich die Partei und Nikollë Lesi gründete die Lëvizja Demokristiane Shqiptare.